# チェ・ウヒョク (1985年生の俳優)
チェ・ウヒョク（1985年10月28日 - ）は、韓国の俳優である。

## 来歴
1993年子役としてデビューし、2002年の映画品行ゼロに出演した後、しばらくの間の空白期を経て、2009年のドラマ「千秋太后」で復帰した。
2004年に中央大学校演劇映画科に入学し、2012年に卒業した。

## 出演

### ドラマ
- 王と妃（1998年-2000年、KBS）[1]
- 秋の童話（2000年、KBS）- 少年時代のジュンソ役[1]
- 千秋太后（2009年、KBS）- 青年時代の成宗役[1]

### 映画
- 情事（朝鮮語版）[1]
- 品行ゼロ（朝鮮語版）[1]